# Адифенин
Адифени́н (англ. adiphenine) — устаревшее лекарственное средство, ранее применявшееся как препарат, оказывающий холинолитическое и миотропное спазмолитическое действие.
На данный момент нет сведений об эффективности медицинского применения адифенина с позиций доказательной медицины, клинические исследования с достаточным уровнем достоверности на людях не проводились. Препарат не зарегистрирован в анатомо-терапевтическом классификаторе ВОЗ.

## Свойства
В готовых лекарственных формах используется в основном в виде солей: гидрохлорида либо метилбромида.
Адифенина гидрохлорид — белый кристаллический порошок солоновато-горького вкуса без запаха или с очень слабым запахом. Легко растворим в воде, очень трудно растворим в этаноле и эфире. В сухом виде стоек, водные растворы постепенно гидролизуются.

## Фармакология
Механизм действия адифенина плохо изучен (в отличие от таких спазмолитиков, как папаверин и дротаверин). По данным разработчика препарата, его спазмолитическая активность сопряжена с неизбирательным блокированием периферических м-холинорецепторов и н-холинорецепторов нейронального типа, обуславливающим характерное расслабляющее действие на гладкую мускулатуру внутренних органов и кровеносных сосудов, а также отвечающим за некоторый местноанестетический эффект.
Максимально допустимая терапевтическая доза адифенина, в соответствии с данными FDA, составляет 7,5 мг/кг/сутки.

## Применение
В России препарат с таким действующим веществом получил регистрацию ещё в 1964 году под торговой маркой «Спазмолитин». Однако, на данный момент готовых лекарственных форм, содержащих адифенин, не зарегистрировано, в связи с чем препарат в аптечной сети отсутствует.
По данным Европейского медицинского агентства (European Medicines Agency, EMEA), в 2000 году адифенин был запрещён к применению даже в ветеринарной практике, где ранее применялся для лечения колик и судорожного синдрома у домашних животных (рекомендованные альтернативные средства: атропин и препараты белладонны).